# Liste der Kulturdenkmale im Concelho Maia
In der Liste der Kulturdenkmale im Concelho Maia sind alle Kulturdenkmale des portugiesischen Kreises Maia aufgeführt.

## Kulturdenkmale nach Freguesia

### Águas Santas
|   | Offizielle Bezeichnung                                     | Beschreibung | Kategorie         | Stufe | Jahr | Bild |
| - | ---------------------------------------------------------- | ------------ | ----------------- | ----- | ---- | ---- |
| 1 | Igreja de Águas Santas (oder Igreja de Nossa Senhora do Ó) |              | Sakralarchitektur | MN    | 1910 |      |

### Moreira
|   | Offizielle Bezeichnung                                                                   | Beschreibung | Kategorie         | Stufe | Jahr | Bild |
| - | ---------------------------------------------------------------------------------------- | ------------ | ----------------- | ----- | ---- | ---- |
| 2 | Ensemble aus Igreja Paroquial do Divino Salvador und Mosteiro de São Salvador de Moreira |              | Sakralarchitektur | VC    | 1995 |      |

### São Pedro de Avioso
|   | Offizielle Bezeichnung                                              | Beschreibung | Kategorie    | Stufe | Jahr | Bild |
| - | ------------------------------------------------------------------- | ------------ | ------------ | ----- | ---- | ---- |
| 3 | Acht Meilensteine (Serie Capela) an der Straße von Braga nach Porto |              | Bodendenkmal | MN    | 1910 |      |

Legende: PM – Welterbe; MN – Monumento Nacional; IIP – Imóvel de Interesse Público; IIM – Imóvel de Interesse Municipal; VC – Klassifizierung läuft